# Hans-Georg Brum

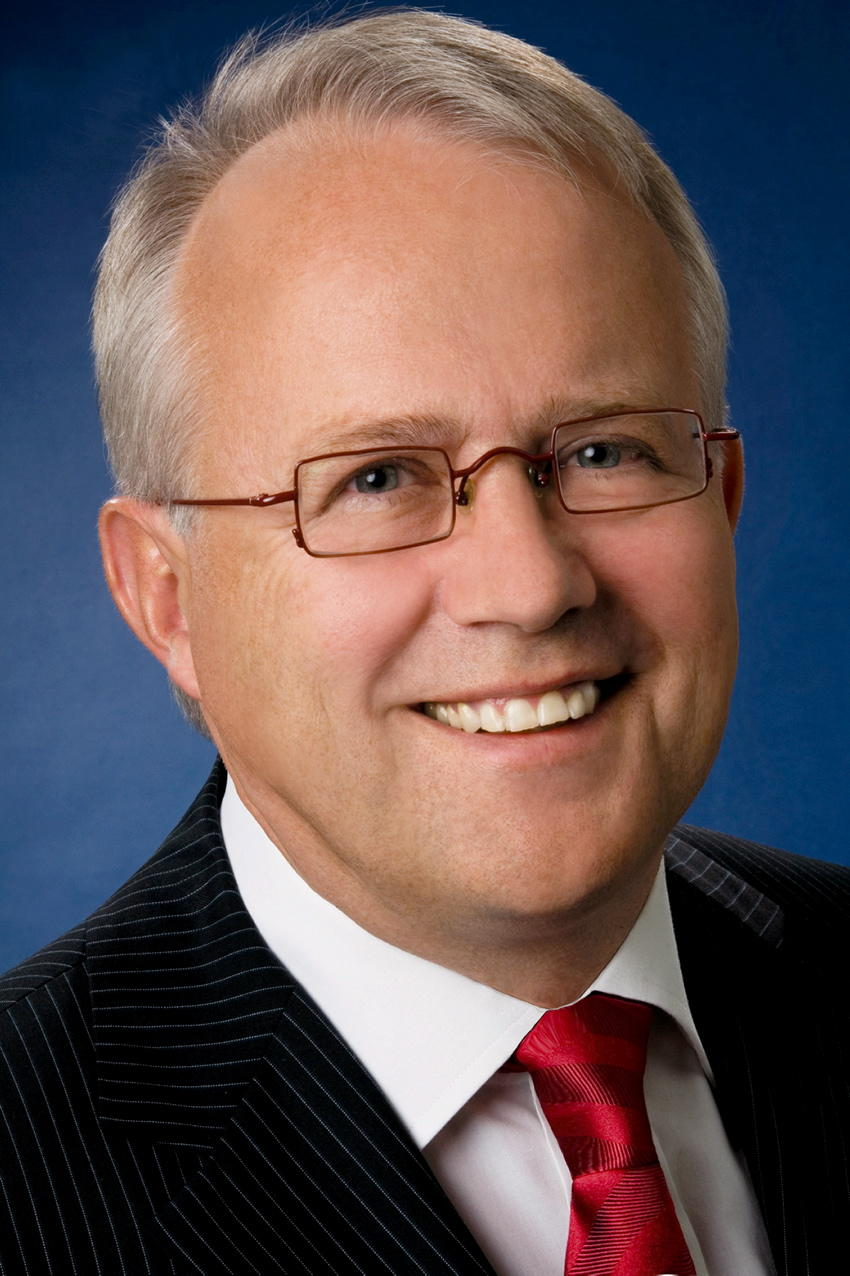
Hans-Georg Brum

Hans-Georg Brum (* 15. Juli 1955 in Bad Homburg vor der Höhe) ist ein deutscher Politiker (SPD). Er war von 2003 bis 2021 Bürgermeister der hessischen Stadt Oberursel (Taunus) im Hochtaunuskreis.

## Ausbildung und Beruf
Brum wuchs im heutigen Oberurseler Stadtteil Stierstadt auf. Im Jahr 1975 machte er das Abitur an der Feldbergschule. Anschließend studierte er  in Frankfurt am Main Volkswirtschaftslehre und Soziologie und schloss sein Studium im Jahr 1983 als Diplom-Volkswirt ab. In den Jahren 1986 bis 2003 arbeitete er als Projekt- und Produktmanager bei der Commerzbank.
Brum ist Vater zweier Kinder.

## Politik
Brum war von 1981 bis 2003 Stadtverordneter in Oberursel, von 1992 bis 1995 auch Vorsitzender der SPD-Fraktion.
Seit Oktober 2003 war Brum als Nachfolger von Gerd Krämer (CDU), der Staatssekretär in Wiesbaden wurde, Bürgermeister von Oberursel. Nachdem bei der Bürgermeisterwahl am 6. Juli 2003 kein Kandidat die nötige Mehrheit erreichen konnte, setzte sich Brum bei der Stichwahl am 20. Juli mit 61,6 % der abgegebenen Stimmen gegen seinen Kontrahenten von der CDU, Thorsten Schorr, durch.
Er wurde am 7. Juni 2009 mit 73,4 % der abgegebenen Stimmen für weitere 6 Jahre wiedergewählt.
Am 21. Juni 2015 wurde Brum zum zweiten Mal wiedergewählt. Er setzte sich mit 63 % der Stimmen erneut gegen Thorsten Schorr (CDU) durch. Zur Wahl im März 2021 trat Brum nicht mehr an. Er übergab sein Amt zum 15. Oktober 2021 an Antje Runge (ebenfalls SPD), die in einer Stichwahl am 28. März 2021 zur Nachfolgerin gewählt worden war.